# Rezolucje Rady Bezpieczeństwa ONZ z roku 1962
Stałe miejsca w Radzie Bezpieczeństwa ONZ w 1962 posiadały:
- Francja
- Republika Chińska
- Stany Zjednoczone
- Wielka Brytania
- ZSRR

W roku 1962 członkami niestałymi Rady były:
- Wenezuela
- Chile
- Ghana
- Rumunia
- Zjednoczona Republika Arabska
- Irlandia

## Rezolucje
Rezolucje Rady Bezpieczeństwa ONZ przyjęte w roku 1962: 
- 171 (w sprawie Palestyny)
- 172 (w sprawie Rwandy)
- 173 (w sprawie Burundi)
- 174 (w sprawie Jamajki)
- 175 (w sprawie Trynidadu i Tobago)
- 176 (w sprawie Algierii)
- 177 (w sprawie Ugandy)